# Haltenberger Samu

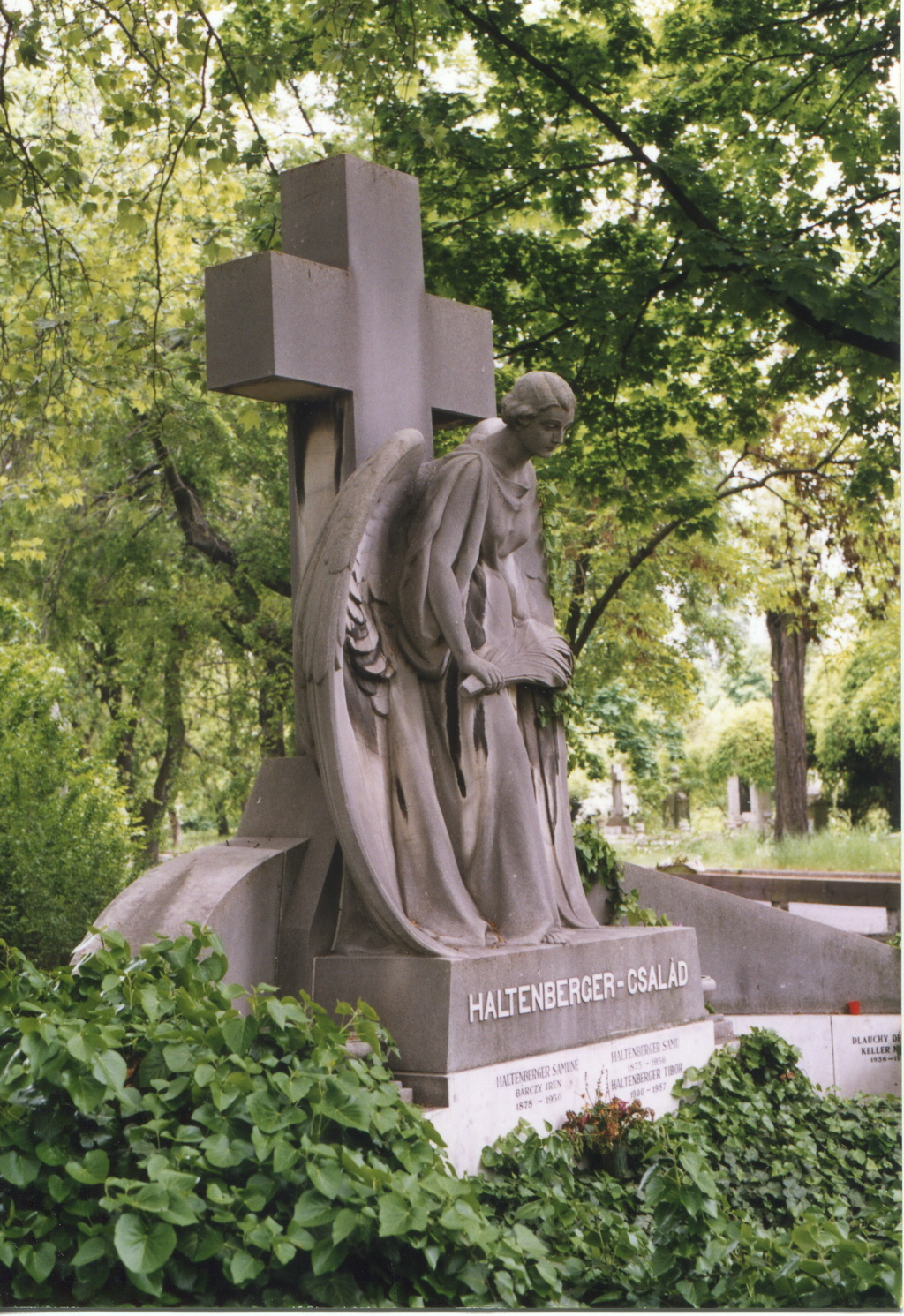
Vastagh Éva: Haltenberger család síremléke, Budapest, Fiumei úti sírkert

Haltenberger Samu (Kassa, 1875. február 20. – Budapest, 1956. április 21.) gépészmérnök, a magyar automobilizmus egyik meghatározó alakja, Haltenberger Mihály (1888–1972) geográfus bátyja.

## Életpályája
Haltenberger Péter és Kozák Zsófia fiaként született. A budapesti József Műegyetemen diplomázott.
A 20. század elején számos területen járult hozzá a hazai városi közlekedés fejlesztéséhez: Csonka Jánossal együttműködve részt vett a Magyar Királyi Posta motorizálásában, elindítója volt a vidéki Posta-autóbusz hálózat kiépítésének, Rechnitz Bélával közösen dolgozott az aradi MARTA autógyár szanálásán, majd 1913-tól a Szürketaxi Vállalat (a mai Főtaxi) egyik alapítójaként, később vezérigazgatójaként alkotott maradandót.
Megalapította a Magyar Vasutak Autóközlekedési Rt. (MAVART) a későbbi MÁVAUT, illetve a VOLÁN jogelődjei. A MAVART Lőportár utcai garázsát is ő tervezte meg.
1943-ig kulcsszerepet töltött be a magyar közlekedéspolitikában, majd 1945 után is azon fáradozott, hogy a háború romjain az autóközlekedés is újjáéledjen. Sorsát azonban nem kerülhette el: internálták, maradék vagyonát elkobozták, és vidéken kellett élnie szinte élete végéig – gyakorlatilag csak meghalni térhetett vissza Budapestre.